# Rajkot
Pronunciação
Rajkot é uma cidade do estado de Guzerate, na Índia. Localiza-se nas margens do rio Aji. Tem cerca de 2 milhoes habitantes. Foi capital do principado de Rajkot até 1948 e do estado de Saurashtra entre 1948 e 1956.